# دان سميث (لاعب كرة قاعدة)
دان سميث (بالإنجليزية: Dan Smith)‏ هو لاعب كرة قاعدة أمريكي، ولد في 23 فبراير 1961.